# Torre dei Caponsacchi
La torre dei Caponsacchi era un antico edificio civile del centro storico di Firenze, situata nella scomparsa piazza del Mercato Vecchio (oggi piazza della Repubblica). Venne distrutta all'epoca del "Risanamento" della zona del Mercato Vecchio, verso il 1889.

## Storia

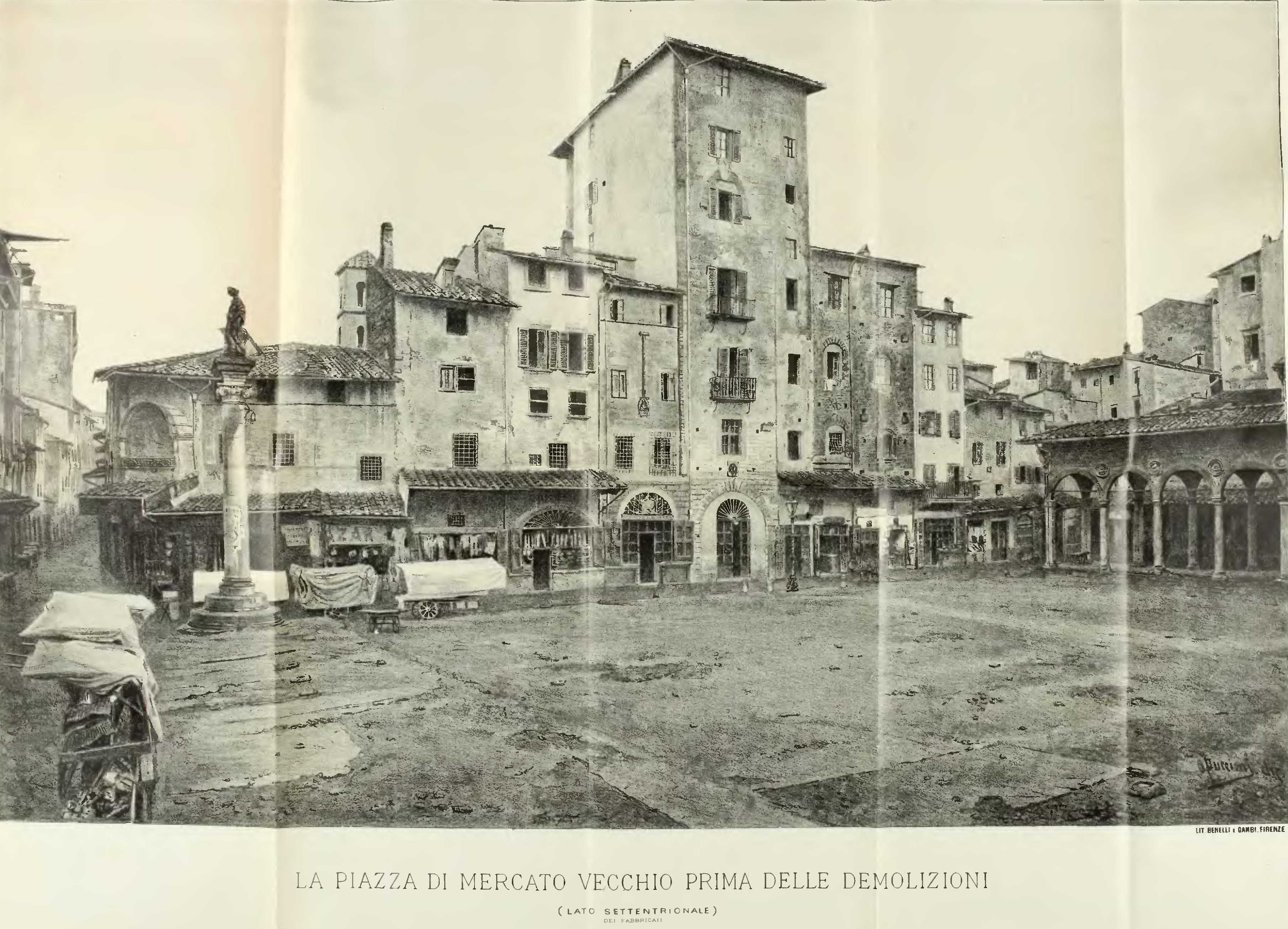
Il lato meridionale della piazza del Mercato Vecchio subito dopo prime demolizioni della Beccheria e della corona, verso il 1884-1885

I Caponsacchi furono un'antica famiglia fiorentina, inurbatasi da Fiesole già intorno all'anno Mille, venendo anche ricordati da Dante nel sedicesimo Canto del Paradiso. Di fede ghibellina subirono l'esilio e la dichiarazione come ribelli dopo il ritorno al potere dei guelfi nel 1266. In quell'occasione le loro torri e case, che includevano tutto il lato sud-orientale della piazza fino all'oratorio di Santa Maria della Tromba, vennero saccheggiate e in parte distrutte (una torre nel popolo di Sant'Andrea è ricordata come "rotta" in un documento del 1296). Gli edifici vennero quindi confiscati dalla Parte Guelfa, come conferma a posteriori un documento del 1305: da allora non si hanno più notizie dei Caponsacchi a Firenze: una ramo cambiò il nome in Salviati, ed ebbe poi notevole fortuna nei secoli successivi, ma ormai residente in altre zone del centro. 
Nel catasto del 1427 Alessandro di Borromeo Borromei, proprietario del palazzo già degli Amieri alle spalle della torre, in piazza Sant'Andrea, citò la Parte Guelfa come sua confinante. La proprietà pubblica della torre già Caponsacchi e delle case adiacenti è confermata anche di un pietrino con l'aquila e il drago della parte Guelfa che si vedeva ancora nelle fotografie ottocentesche, sulla facciata di una di queste case. Nel 1448 la torre, nel frattempo acquistata da Giovanni di Borromeo Borromei, venne rivenduta all'Arte dei Medici e Speziali, che vi appose il proprio stemma con la Madonna col Bambino in facciata. Ciò fece credere al Davidsohn e al Carocci che per un certo periodo l'Arte ebbe qui la propria sede, circostanza poi smentita dagli studi successivi, che confermarono come la residenza dell'Arte dei Medici e Speziali fosse sempre stata in una porzione del dado dei Lamberti, su via di San Miniato tra le Torri. 
Al momento del Risanamento si levarono molte voci per salvare questa torre e gli edifici circostanti. Nonostante ciò prevalse la volontà di ampliare la piazza, e tutte le costruzioni su questo lato vennero atterrate tra il maggio e il settembre del 1889. Sulle macerie della torre e delle confinanti case degli Amieri venne subito costruito il basamento del monumento a Vittorio Emanuele II, inaugurato nel 1894.

## Descrizione
La torre, come ci tramandano le fotografie d'epoca, era tra le più alte della zona ed era un esempio ben conservato di edilizia del XII-XIII secolo, con il paramento in filaretto, piccole finestre rettangolari e buche pontaie. Sebbene scapitozzata e resa più tozza da un edificio a destra, che aveva chiuso il vicolo per piazza degli Amieri e aggiunto un altro asse di strette finestre, aveva un aspetto ancora grandioso. Sulla facciata si aprivano una serie con arco ribassato, per i primi tre piani, e arco acuto, negli ultimi. A piano terreno un grande portone ad arco ribassato aveva ospitato quasi certamente una bottega.